# Curt Dahlgren
Curt Wilhelm Dahlgren (ur. 28 lipca 1892 w Sztokholmie, zm. 11 kwietnia 1964 tamże) – szwedzki oficer i szermierz, dwukrotny medalista mistrzostw świata.
Podczas mistrzostw świata w Wiedniu w 1931 roku (oficjalnie zawody tego cyklu rozgrywane są pod tą nazwą dopiero od 1937) Szwedzi w składzie: Curt Dahlgren, Gustaf Dyrssen, Hans Granfelt, Carl Gripenstedt, Nils Hellsten i Sven Thofelt wywalczyli brązowy medal w szpadzie drużynowej. Wynik ten powtórzyli na mistrzostwach świata w Budapeszcie dwa lata później.
Nigdy nie wziął udziału w igrzyskach olimpijskich.
Był zawodowym wojskowym. Dosłużył się stopnia podpułkownika. Odznaczony Orderem Miecza, Orderem Wazów i Orderem Zasługi.